# Chelicerata
Sous-embranchement
Classes de rang inférieur
- classe Pycnogonida
- Euchelicerata:
  - classe Xiphosura (Merostomata)
  - Dekatriata:
    - ordre †Chasmataspidida
    - Sclerophorata:
      - classe Arachnida
      - ordre †Eurypterida

Les Chélicérés (Chelicerata) ou Chélicérates, nom signifiant « doté de chélicères », forment un sous-embranchement de l'embranchement des Arthropodes qui comprend les classes actuelles des arachnides (dont les araignées et les scorpions), des pycnogonides et des mérostomes (dont les limules). Ces animaux, pour la plupart prédateurs, ont survécu après l'extinction des trilobites, arthropodes marins très communs du Paléozoïque. La plupart des chélicérés marins, comprenant notamment les euryptérides, sont maintenant éteints.

## Anatomie
Chez les Chélicérés, le corps est divisé en 2 parties :
- une partie antérieure, le prosome (ou céphalothorax) qui est composé de 8 segments (auxquels s'ajoute une pièce supplémentaire antérieure, l'acron). Comme chez les autres Arthropodes, la bouche se trouve entre les 2e et 3e segments, mais alors que l'on trouve habituellement une paire d'antennes sur le dernier segment préoral, il n'y en a pas chez les Chélicérates. Le prosome porte habituellement des yeux ;
- une partie postérieure, l'opisthosome (ou abdomen) qui est constitué de 12 segments (et d'une pièce terminale supplémentaire, le telson).

Les segments ne sont guère visibles de l'extérieur, sauf au niveau de l'abdomen chez les scorpions. Chez les opilionides et les acariens, céphalothorax et abdomen sont soudés.

Le système nerveux central ne comprend qu'un protocérébron suivi du tritocérébron autour de l'œsophage.

### Appendices
Les appendices sur les segments du prosome sont :
1. Les chélicères : ce sont des pièces buccales faisant office de mandibules, elles donnent leur nom au groupe. Elles se présentent généralement sous forme de pinces cornées, mais peuvent subir des modifications chez certains groupes. Ainsi, chez les araignées, elles sont modifiées en crochets venimeux ; chez les tiques, elles forment un tube armé de pointes apte à percer la peau de leur hôte. La plupart des Chélicérates sont incapables d'ingérer de la nourriture solide : ils sont donc amenés à boire du sang ou à projeter leurs sucs digestifs pour digérer leurs proies à l'extérieur du corps (digestion externe).
2. Les pédipalpes : ce sont des appendices couverts de soies sensorielles, ils encadrent l'orifice buccal. Ils ont un rôle tactile et servent à manipuler les proies. Chez les scorpions, les pédipalpes sont modifiés et forment les pinces.
3. Quatre paires de pattes : les pattes du prosome sont uniramées et portent une branchie réduite. Elles permettent de marcher ou de nager. Chez les Arachnides qui tissent des toiles, elles sont aussi utilisées pour la manipulation de la soie.

Les appendices de l'opisthosome sont soit absents soit réduits aux branchies qu'ils portent.

## Classification

### Liste des classes actuelles
Selon ITIS (septembre 2016):
- Arachnida Lamarck, 1801
- Merostomata Dana, 1852 = Xiphosura Latreille, 1802
- Pycnogonida Latreille, 1810

### Taxons fossiles
Classification, genres fossiles basaux et ordre fossiles d'après Lamsdell, 2013 et Paleobiology Database (septembre 2016):
- classe Pycnogonida Latreille, 1810
- Euchelicerata Weygoldt and Paulus, 1979:
  - †Offacolus Orr et al., 2000
  - Prosamopoda Lamsdell, 2013:
    - †Andarella Moore, McKenzie & Lieberman, 2007
    - †Borchgrevinkium Novojilov, 1959
    - †Camanchia Moore, Briggs, Braddy & Shultz, 2011
    - †Legrandella Eldredge, 1974
    - †Venustulus Moore et al., 2005
    - †Weinbergina Richter & Richter, 1929
    - classe Xiphosura Latreille, 1802
    - Planaterga Lamsdell, 2013:
      - †Bembicosoma Laurie, 1899
      - †Bunaia Clarke, 1919
      - †Bunodidae Packard, 1886:
        - †Bunodes Eichwald, 1854
        - †Limuloides Woodward, 1865 

      - †Pasternakevia Selden & Drygant, 1987
      - †Pseudoniscidae Packard 1886:
        - †Cyamocephalus Currie, 1927
        - †Pseudoniscus Nieszkowski, 1859

      - Dekatriata Lamsdell, 2013:
        - ordre †Chasmataspidida Caster et Brooks, 1956
        - Sclerophorata Kamenz et al. 2011:
          - classe Arachnida Lamarck, 1801
          - ordre †Eurypterida Burmeister, 1843

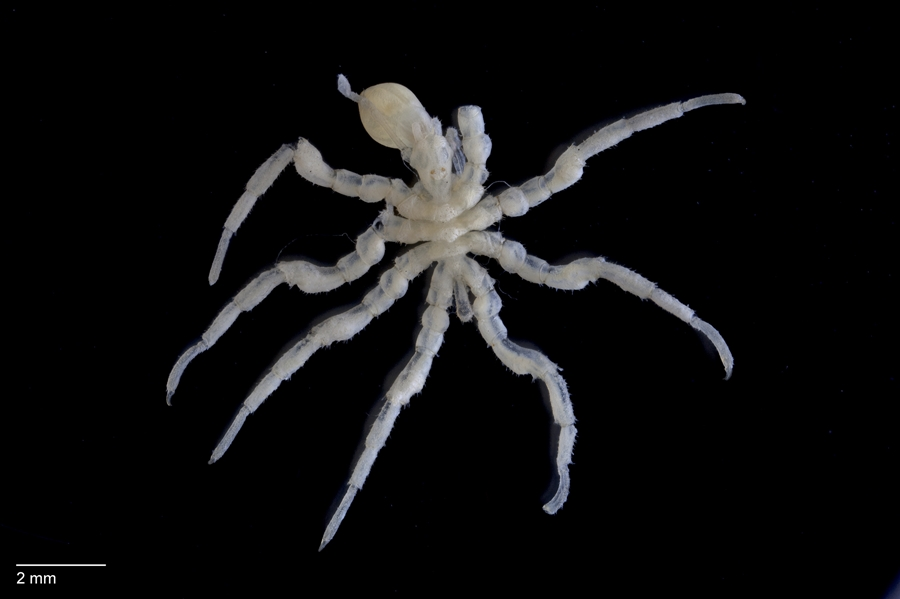
Ascorhynchus compactus, un Pycnogonida (pycnogonide)
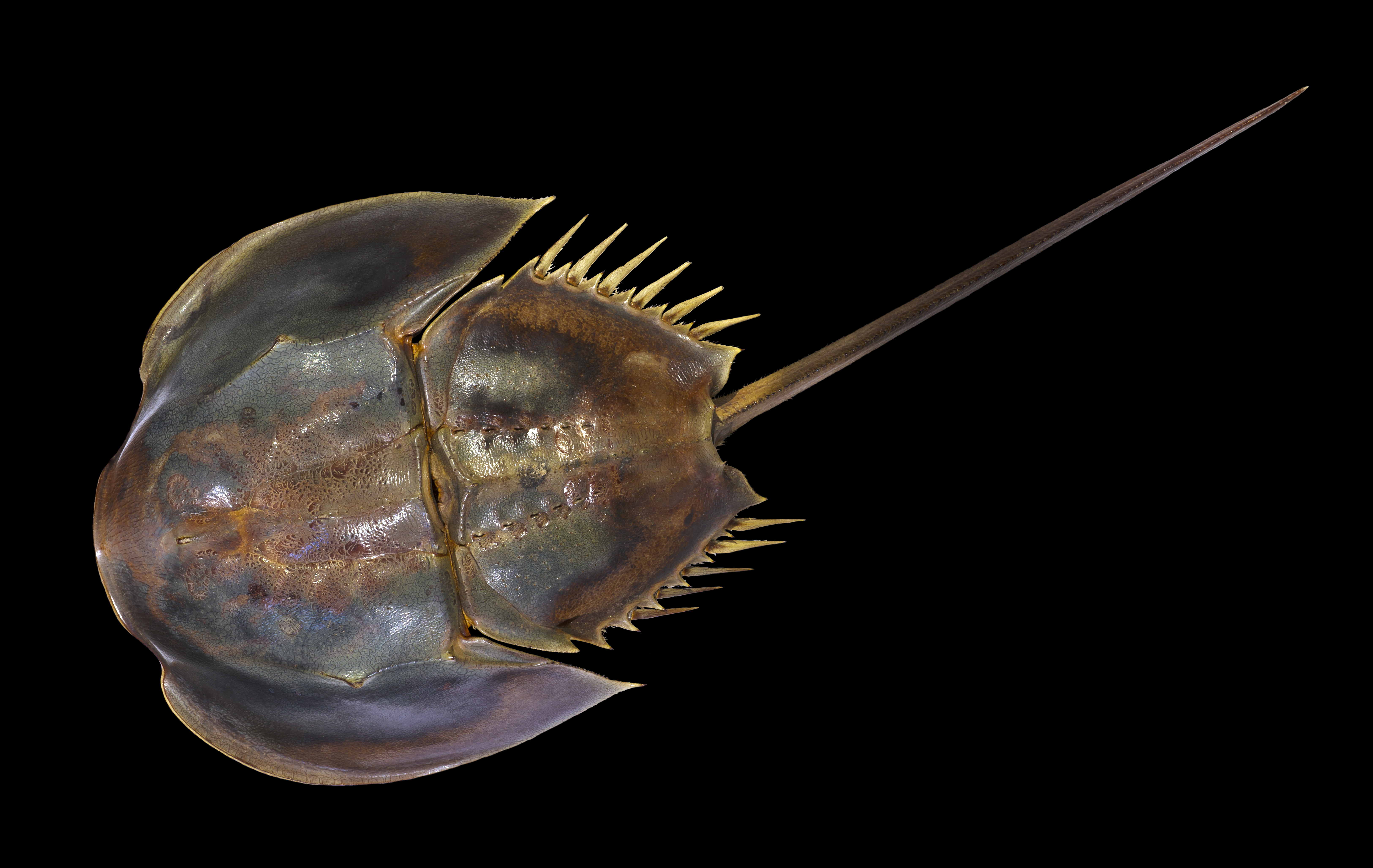
Tachypleus tridentatus, un Xiphosura (limule)
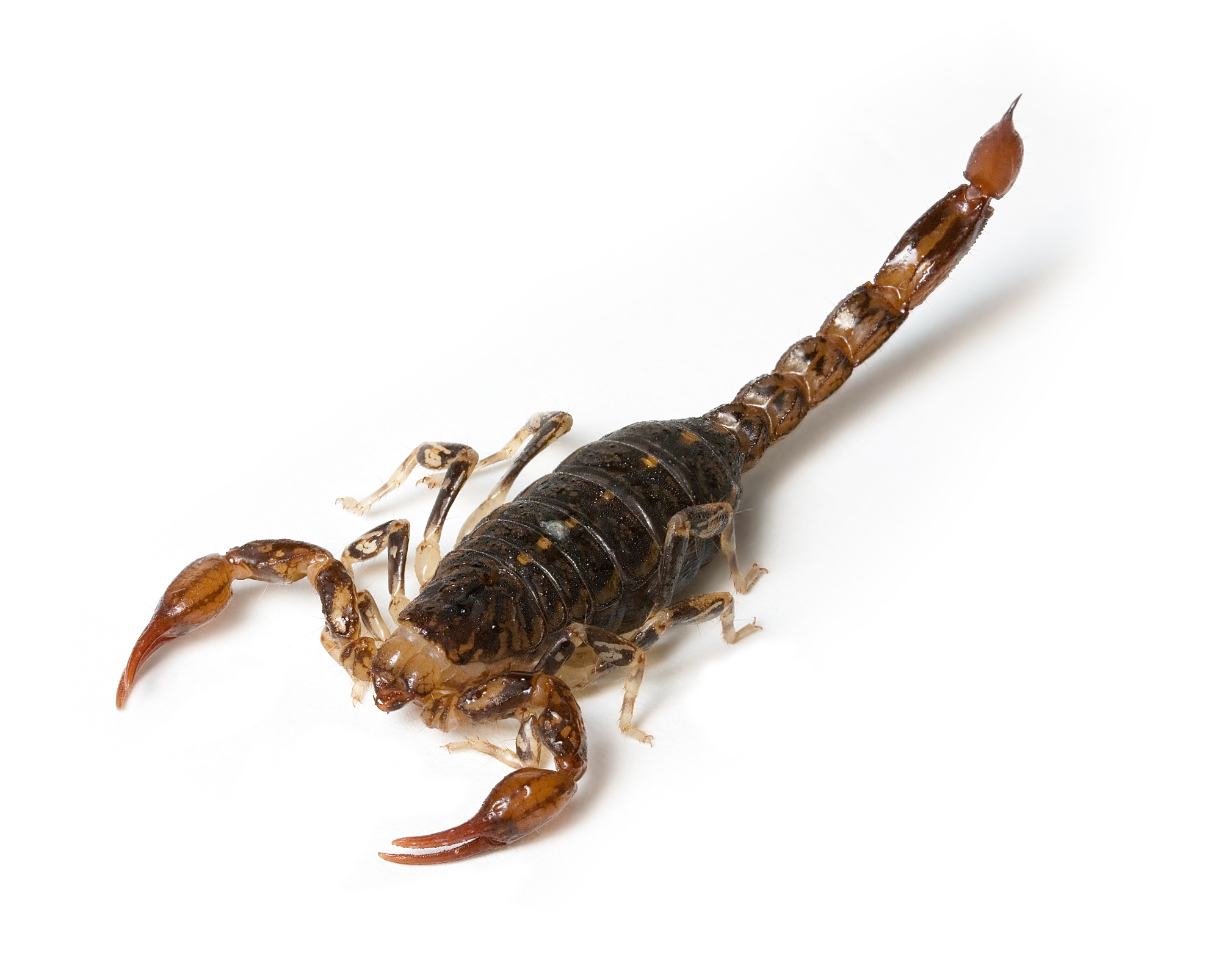
Cercophonius squama, un Arachnida (scorpion)
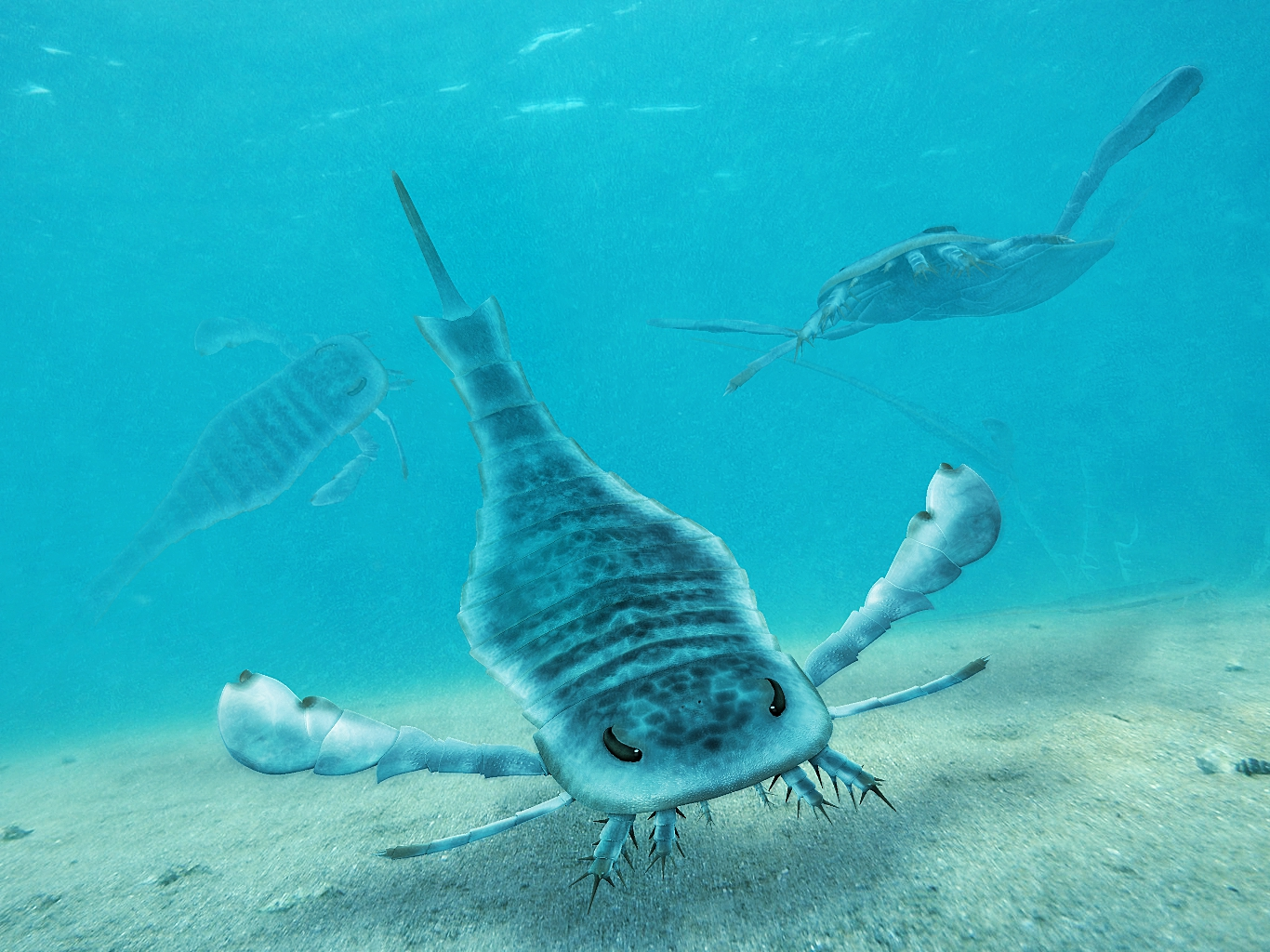
Reconstitution d'un Eurypterus, un Eurypterida éteint.

## Phylogénie interne
Phylogénie des grands groupes de chélicérés, d'après Lamsdell, 2013 :
|               | †Chasmataspidida                                                                                                  |
|               | |
| Sclerophorata | \| \| Arachnida (araignées, scorpions, acariens...) \| \| \| \| \| \| †Eurypterida (scorpions de mer) \| \| \| \| |
|               | \| \| Arachnida (araignées, scorpions, acariens...) \| \| \| \| \| \| †Eurypterida (scorpions de mer) \| \| \| \| |
|               | Arachnida (araignées, scorpions, acariens...)                                                                     |
|               | |
|               | †Eurypterida (scorpions de mer)                                                                                   |
|               | |

|  | Arachnida (araignées, scorpions, acariens...) |
|  |                                               |
|  | †Eurypterida (scorpions de mer)               |
|  |                                               |

|               | †Chasmataspidida                                                                                                  |
|               | |
| Sclerophorata | \| \| Arachnida (araignées, scorpions, acariens...) \| \| \| \| \| \| †Eurypterida (scorpions de mer) \| \| \| \| |
|               | \| \| Arachnida (araignées, scorpions, acariens...) \| \| \| \| \| \| †Eurypterida (scorpions de mer) \| \| \| \| |
|               | Arachnida (araignées, scorpions, acariens...)                                                                     |
|               | |
|               | †Eurypterida (scorpions de mer)                                                                                   |
|               | |

|  | Arachnida (araignées, scorpions, acariens...) |
|  |                                               |
|  | †Eurypterida (scorpions de mer)               |
|  |                                               |

|               | †Chasmataspidida                                                                                                  |
|               | |
| Sclerophorata | \| \| Arachnida (araignées, scorpions, acariens...) \| \| \| \| \| \| †Eurypterida (scorpions de mer) \| \| \| \| |
|               | \| \| Arachnida (araignées, scorpions, acariens...) \| \| \| \| \| \| †Eurypterida (scorpions de mer) \| \| \| \| |
|               | Arachnida (araignées, scorpions, acariens...)                                                                     |
|               | |
|               | †Eurypterida (scorpions de mer)                                                                                   |
|               | |

|  | Arachnida (araignées, scorpions, acariens...) |
|  |                                               |
|  | †Eurypterida (scorpions de mer)               |
|  |                                               |

|               | †Chasmataspidida                                                                                                  |
|               | |
| Sclerophorata | \| \| Arachnida (araignées, scorpions, acariens...) \| \| \| \| \| \| †Eurypterida (scorpions de mer) \| \| \| \| |
|               | \| \| Arachnida (araignées, scorpions, acariens...) \| \| \| \| \| \| †Eurypterida (scorpions de mer) \| \| \| \| |
|               | Arachnida (araignées, scorpions, acariens...)                                                                     |
|               | |
|               | †Eurypterida (scorpions de mer)                                                                                   |
|               | |

|  | Arachnida (araignées, scorpions, acariens...) |
|  |                                               |
|  | †Eurypterida (scorpions de mer)               |
|  |                                               |